# Борозда (Московська область)
Борозда́ (рос. Борозда) — село у складі міського поселення Клин Клинського району Московської області Російської Федерації.

## Розташування
Село Борозда входить до складу міського поселення Клин, воно розташовано на південний схід від міста Клин. Найближчі населені пункти Селище цегляного заводу, Белозерки, Чайковського. Найближча залізнична станція Клин.

## Населення
Станом на 2010 рік у селі проживало 54 людини.

## Пам'ятки архітектури
У селі знаходиться пам'ятка історії місцевого значення — братська могила радянських воїнів, які загинули у 1941 р.
Також у селі збереглася кам'яна церква Преображення Господнього збудована у 1731 році.